# Seznam hvězd
Tento seznam hvězd obsahuje seznam hvězd, o kterých je na české wikipedii nějaký článek. Seznam se nevytváří automaticky, ale případný nový článek je třeba sem vložit. Pokud má hvězda známé vlastní jméno, je v seznamu uvedena pod tímto jménem.

## 0-9
- 1 Camelopardalis
- 1 Geminorum
- 1 Lacertae
- 1 Scorpii
- 1 Serpentis
- 10 Draconis
- 10 Lacertae
- 18 Cephei
- 2M1207 (2MASS J1207334-393254)
- 2MASS J0523-1403
- 3C 273 (HIP 60936)
- 61 Cygni

## A
- A0620-00 (V616 Monocerotis)
- Absolutno (XO-5)
- Acamar (θ Eridani)
- Acrux (α Crucis)
- Acubens (α Cancri)
- Adhara (ε Canis Majoris)
- AE Aurigae (HD 34078)
- AF Draconis (73 Draconis)
- Achernar (α Eridani)
- Achird (η Cassiopeiae)
- Ain (ε Tauri)
- Aladfar (η Lyrae)
- Albireo (β Cygni)
- Alcyone (η Tauri)
- Aldebaran (α Tauri)
- Alderamin (α Cephei)
- Algenib (γ Pegasi)
- Algieba (γ Leonis)
- Algol (β Persei)
- Algorab (δ Corvi)
- Alioth (ε Ursae Majoris)
- Alkaid (η Ursae Majoris)
- Alkes (α Crateris)
- Alkor (80 Ursae Maioris)
- Almaaz (ε Aurigae)
- Almach (γ Andromedae)
- Alnair (α Gruis)
- Alnilam (ε Orionis)
- Alnitak (ζ Orionis)
- Alphard (α Hydrae)
- Alphecca (α Coronae Borealis)
- Alpheratz (α Andromedae)
- Alpherg (η Piscium)
- Alrakis (μ Draconis)
- Alrescha (α Piscium)
- Alsafi (Sigma Draconis)
- Alsephina (δ Velorum)
- Altair (α Aquilae)
- Alula Australis (ξ Ursae Majoris)
- Ankaa (α Phoenicis)
- Anser (α Vulpeculae)
- Antares (α Scorpii)
- Arcturus (α Bootis)
- Arneb (α Leporis)
- AS 314 (V452 Scuti)
- ASASSN-15lh (SN 2015L)
- Asellus Australis (δ Cancri)
- Asellus Borealis (γ Cancri)
- Asterope (21 Tauri)
- Atik (ο Persei)
- Atria (α Trianguli Australis)
- α Antliae
- α Arae
- α Caeli
- α Doradus
- α Horologii
- α Hydri
- α Chamaeleontis
- α Indi
- α Lyncis
- α Monocerotis
- α Muscae
- α Pictoris
- α Pyxidis
- α Sculptoris
- α Scuti
- α Sextantis
- α Telescopii
- α Tucanae

## B
- Barnardova šipka (V2500 Oph)
- Bellatrix (γ Orionis)
- Betelgeuze (α Orionis)
- Botein (δ Arietis)
- BPM 37093 (V886 Centauri)
- Brachium (σ Librae)
- Bunda (ξ Aquarii)
- β Arae
- β Camelopardalis
- β Comae Berenices
- β Hydrae
- β Hydri
- β Monocerotis
- β Octantis
- β Pictoris
- β Trianguli
- β Volantis

## C
- Calvera (1RXS J141256.0+792204)
- Canopus (α Carinae)
- Capella (α Aurigae)
- Caph (β Cassiopeiae)
- Castor (α Geminorum)
- Celaeno (16 Tauri)
- Centaurus X-3 (V779 Cen)
- Cervantes (μ Arae)
- Copernicus (55 Cancri)
- Cor Caroli (α Canum Venaticorum)
- CS Camelopardalis (HD 21291)
- Cyg OB2-12 (2MASS J20324096+4114291)
- Cygnus X-1 (2MASS J19582166+3512057)

## D
- Dalim (α Fornacis)
- Deneb (α Cygni)
- Deneb Algedi (δ Capricorni)
- Denebola (β Leonis)
- Diadem (α Comae Berenices)
- Diphda (β Ceti)
- Dubhe (α Ursae Maioris)
- δ Aurigae
- δ Cephei
- δ Crateris

## E
- EBLM J0555-57 (2MASS J05553262-5717261)
- Electra (17 Tauri)
- Elnath (β Tauri)
- Eltanin (γ Draconis)
- Enif (ε Pegasi)
- EZ Aquarii (2MASS J22383372-1517573)
- ε Indi
- ε Lyrae
- η Carinae
- η Ursae Minoris

## F
- Fomalhaut (α Piscis Austrini)

## G
- Gacrux (γ Crucis)
- Gienah (γ Corvi)
- GK Persei (HD 21629)
- Gl 1 (HD  225213)
- Gl 40 (HD 4967)
- Gl 146 (HD 22496)
- Gl 167 (HD 27274)
- Gl 174 (HD 29697)
- Gl 204 (HD 36003)
- Gl 229 (HD 42581)
- Gl 250 (HD 50281)
- Gl 269 (HD 57095)
- Gl 428 (HD 99279)
- Gl 528 (HD 120476)
- Gl 532 (HD 234078)
- Gl 546 (2MASS J14215724+2937468)
- Gl 581 (2MASS J15192689-0743200)
- Gl 615 (HD 145417)
- Gl 656 (HD 154577)
- Gl 667 (HD 156384)
- Gl 687 (2MASS J17362594+6820220)
- Gl 707 (HD 166348)
- Gl 710 (HD 168442)
- Gl 775 (HD 190007)
- GJ 832 (HD 204961)
- Gl 833 (HD 205390)
- Gl 868 (HD 216803)
- Gloas (2MASS J09202471+3352567)
- Gomeisa (β Canis Minoris)
- Granátová hvězda (μ Cephei)
- γ Cassiopeiae
- γ Delphini
- γ Microscopii
- γ Sagittae
- γ Velorum
- γ2 Normae

## H
- Hadar (β Centauri)
- Hamal (α Arietis)
- Hatysa (ι Orionis)
- HD 104304
- HD 115404
- HD 139664
- HD 140283
- HD 147513
- HD 189733
- HD 269810
- HD 3443
- HD 40307
- HD 53143
- HD 65750
- HD 240430
- HD 93129A
- HE 1523-0901
- Helvetios (51 Pegasi)
- HM Cancri
- HR 1614
- HR 4458
- HR 4523
- HR 483
- HR 511
- HR 5256
- HR 6518
- HR 6806
- HR 753
- HR 7722
- HR 857
- HR 8799
- HR 9038

## CH
- Chalawan (47 Ursae Majoris)
- Chara (β Canum Venaticorum)

## I
- Izar (ε Bootis)

## K
- K2-72 (2MASS J22182923-0936444)
- Kapteynova hvězda (HD 33793)
- Kaus Australis (ε Sagittarii)
- Kepler-11
- Kepler-223
- Kepler-90
- Kitalpha (α Equulei)
- Kochab (β Ursae Minoris)
- Kornephoros (β Herculis)
- Krabí pulsar (PSR B0531+21)
- KW Sagitarii
- KY Cygni
- κ Centauri
- κ Geminorum

## L
- Lacaille 9352
- Lalande 21185
- LBV 1806-20
- Lesath (υ Scorpii)
- Luhman 16 (2MASS J10491891-5319100)
- Luyten 726-8 (2MASS J01390120-1757026)
- Luytenova hvězda (2MASS J07272450+0513329)

## M
- Maia (20 Tauri)
- Markab (α Pegasi)
- Megrez (δ Ursae Majoris)
- Meissa (λ Orionis)
- Menkalinan (β Aurigae)
- Menkent (θ Centauri)
- Merak (β Ursae Majoris)
- Meridiana (α Coronae Australis)
- Merope (23 Tauri)
- Miaplacidus (β Carinae)
- Mimosa (β Crucis)
- Mintaka (δ Orionis)
- Mira (ο Ceti)
- Mirach (β Andromedae)
- Mirfak (α Persei)
- Mizar (ζ Ursae Majoris)
- Mirzam (β Canis Majoris)
- μ Columbae

## N
- Naos (ζ Puppis)
- NML Cygni (2MASS J20462554+4006594)
- ν Octantis

## O
- OGLE-TR-122 (Gaia DR3 5337312741608921344)
- OTS 44 (2MASS J11100934-7632178)

## P
- Paradys (α Apodis)
- Peacock (α Pavonis)
- Phact (α Columbae)
- Phecda (γ Ursae Majoris)
- Pherkad (γ Ursae Minoris)
- Pistolová hvězda (2MASS J17461524-2850035)
- Plaskettova hvězda (HD 47129)
- Pleione (28 Tauri)
- Polaris Australis (σ Octantis)
- Polárka (α Ursae Minoris)
- Pollux (β Geminorum)
- Porrima (γ Virginis)
- Praecipua (46 Leo Minoris)
- Prokyon (α Canis Minoris)
- Proxima Centauri (α Centauri C)
- PSR B1620-26
- PSR B1913+16
- PSR J0737-3039
- PSR J1745-2446ad
- Pulsar Vela (PSR J0834-4511)
- Psí Velorum (ψ Velorum)

## Q
- Q0906+6930

## R
- R Doradus
- R Lyrae
- R136a1
- Rasalgethi (α Herculis)
- Rasalhague (α Ophiuchi)
- Regulus (α Leonis)
- Rigel (β Orionis)
- Rigil Kentaurus (α Centauri A)
- Ross 154
- Ross 248
- Ross 614
- Rotanev (β Delphini)
- Ruchbah
- RR Lyrae
- ρ Cassiopeiae

## S
- Sadalsuud (β Aquarii)
- Sagittarius A*
- Saiph (κ Orionis)
- Sargas (θ Scorpii)
- Sham (α Sagittae)
- Shaula (λ Scorpii)
- Sheratan (β Arietis)
- Schedir (α Cassiopeiae)
- Sirius (α Canis Majoris)
- Slunce
- Spica (α Virginis)
- Stephenson 2-18 (2MASS J18390238-0605106)
- Struve 1341
- Sualocin (α Delphini)
- SN 2004dj

## T
- T Tauri
- Tabbyina hvězda (2MASS J20061546+4427248)
- Tarf (β Cancri)
- Taygeta (19 Tauri)
- Teide 1 (2MASS J03471792+2422317)
- Thuban (α Draconis)
- Toliman (α Centauri B)
- TRAPPIST-1 (2MASS J23062928-0502285)
- Tureis (ρ Puppis)
- τ Ceti

## U
- U Camelopardalis
- Unukalhai (α Serpentis)
- UU Comae Berenices
- UY Scuti

## V
- V1280 Scorpii
- V354 Cephei
- V404 Cygni
- V407 Cygni
- V838 Monocerotis
- Vega (α Lyrae)
- VFTS 102
- Vindemiatrix (ε Virginis)
- VV Cephei
- VY Canis Majoris

## W
- Wezen (δ Canis Maioris)
- WISE 0855–0714
- WOH G64 (2MASS J04551048-6820298)
- Wolf 359
- WR 102ea
- WR 104

## X
- X Persei

## Y
- YZ Ceti

## Z
- Zaurak (γ Eridani)
- Zavijava (β Virginis)
- Zubeneschamali (β Librae)
- ζ Reticuli